# Sent Inhan
Sent Inhan (francès Saint-Ignan) és un municipi del departament francès de l'Alta Garona, a la regió d'Occitània.